# Ксенија Зечевић
Ксенија Зечевић (Задар, 16. фебруар 1956 — Београд, 21. новембар 2006) била је српска композиторка и пијанисткиња, позната по компоновању филмске и драмске музике, као и икона уметничког Београда осамдесетих година прошлог века.

## Живот и рад
Рођена је од мајке Италијанке и оца Црногорца. Ксенијина мајка пореклом је из италијанске породице Гергета Боргези која се генерацијама опсесивно бавила музиком. Деда по мајци, који је као антифашиста убијен у логору Дахау, имао је обичај да окупи децу терајући их да у четири гласа певају хорске деонице из Вердијевих опера.
Дипломирала је и магистрирала на клавирском одсеку Факултета музичке уметности у Београду, у класи Олге Михајловић, а композицију је студирала у класи Енрика Јосифа. Почела је у најранијој младости да се бави музиком, а прве композиције написала је већ са пет година. Током своје каријере, најчешће је писала музику за филм, позориште и телевизију, а најзначајнији део опуса представљају вокално-инструментална и вокална дела, затим инструментална (Књига тајни, Соната за клавир, Сан за виолину) и камерна (Гудачки квартет, Свита за флауту и клавир). Тежила је стварању интегралног дела, а такве тежње изразила је у великим формама ораторијумског типа: Реквијему за крај 20. вијека, Концерту за клавир, хор и оркестар, Молитви за жртве бањичког логора, Кантати за стријељане у Крагујевцу, Триптиху, Праху, посебно у Реквијему за деду Фердинанда Гергету страдалом у нацистичком логору Дахау. Њено последње дело је Реквијем за Николу Теслу. Освојила је велики број награда и признања, а сарађивала је са највећим редитељима и позоришним кућама у земљи. Кратко време радила је као асистент на Факултету музичке уметности у Београду и као уметнички директор Позоришта на Теразијама.
Ксенија је касније себе обично дефинисала као неког ко је промашио цело столеће, и ко припада Вердијевој и Пучинијевој култури са краја 19. века, те да „никад није општила са Турцима“, као они који су допустили потпуни уплив исламског мелоса и разарање културног кода српског народа.
Своју музичку каријеру провела је у Београду, где је и умрла 21. новембра 2006. године.

## Музика за филмове
- 1980 - Дани од снова
- 1982 - Далеко небо
- 1983 - Тимочка буна
- 1988 - Нека чудна земља
- 1989 - Атоски вртови - преображење
- 1993 - Боље од бекства
- 1994 - Голи живот
- 1997 - Птице које не полете